# Jean Flory
John Flory (1886 em Lure, Haute-Saône – 9 de maio de 1949, em Montbéliard ) foi um padre católico francês, professor e resistente. Ele foi o arcipreste da Catedral de Montbéliard. Ele foi um seminarista em Delle e estudou teologia em Besançon. Ele recebeu o título de " Justo entre as Nações " e foi enterrado em Thann.

## Legado
- Ele foi premiado com "Justo entre as Nações"
- Em Montbéliard, a frente da catedral leva o seu nome
- Em Thann, uma rua leva o seu nome